# Jackson County (Oregon)
Jackson County ist ein County im Bundesstaat Oregon der Vereinigten Staaten. Das U.S. Census Bureau hat bei der Volkszählung 2020 eine Einwohnerzahl von 223.259 ermittelt. Der Verwaltungssitz (County Seat) ist Medford. Benannt wurde es nach dem Präsidenten Andrew Jackson.

## Geographie
Das County hat eine Fläche von 4.863 Quadratkilometern; davon sind 28 Quadratkilometer (0,58 Prozent) Wasserflächen. Es wird vom Office of Management and Budget zu statistischen Zwecken als Medford, OR Metropolitan Statistical Area geführt.

## Geschichte
Das County wurde am 12. Januar 1852 gebildet und nach dem amerikanischen Präsidenten Andrew Jackson benannt.
Im County liegt eine National Historic Landmark, der Jacksonville Historic District. 150 Bauwerke und Stätten des Countys sind im National Register of Historic Places (NRHP) eingetragen (Stand 12. Juli 2018).

## Demografische Daten

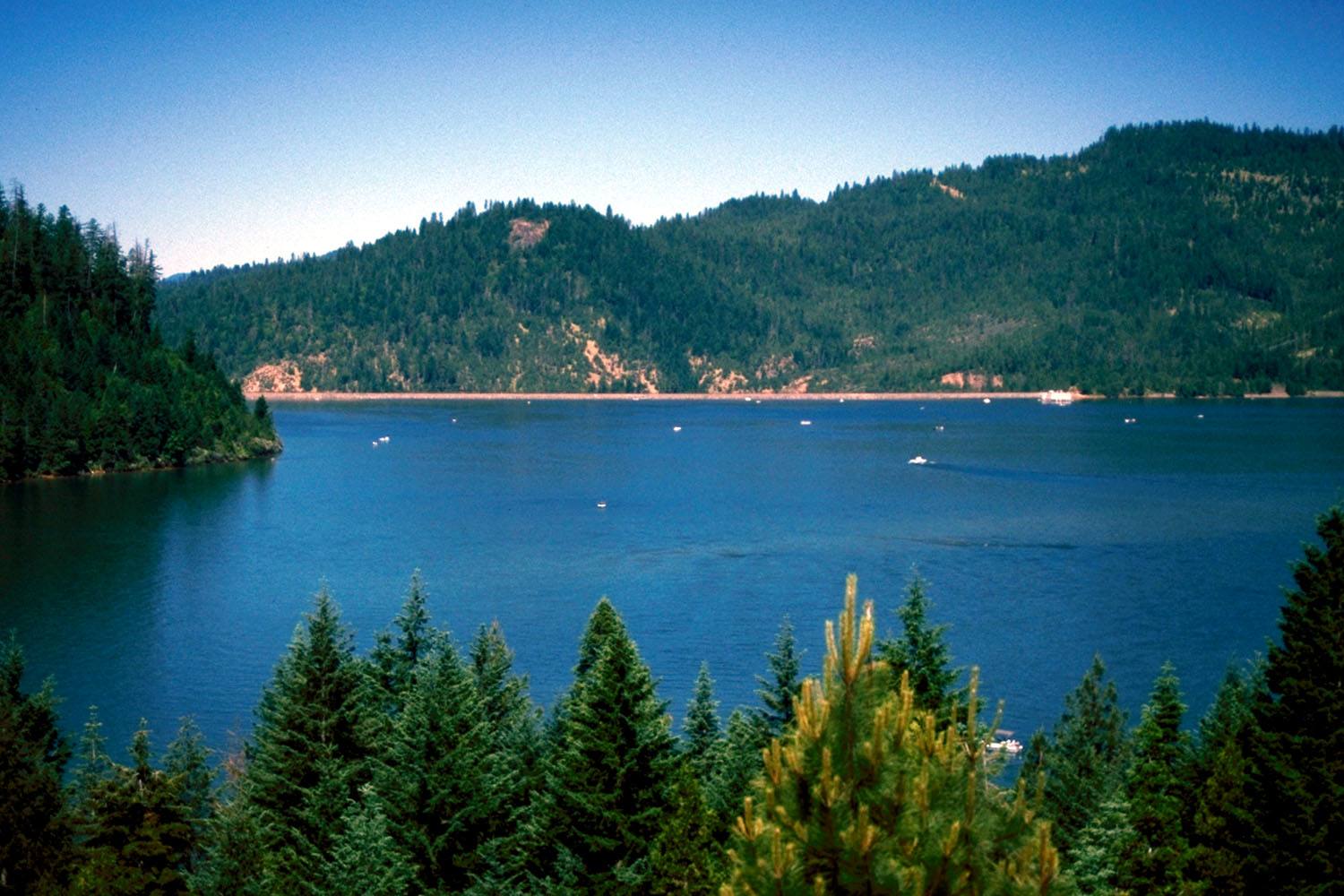
Der Lost Creek Lake

Der Rogue River

Nach der Volkszählung im Jahr 2000 lebten im County 181.269 Menschen. Es gab 71.532 Haushalte und 48.427 Familien. Die Bevölkerungsdichte betrug 25 Einwohner pro Quadratkilometer. Ethnisch betrachtet setzte sich die Bevölkerung zusammen aus 91,65 % Weißen, 0,40 % Afroamerikanern, 1,09 % amerikanischen Ureinwohnern, 0,90 % Asiaten, 0,18 % Bewohnern aus dem pazifischen Inselraum und 2,88 % Prozent aus anderen ethnischen Gruppen; 2,91 % stammten von zwei oder mehr ethnischen Gruppen ab. 6,69 % der Bevölkerung waren spanischer oder lateinamerikanischer Abstammung.

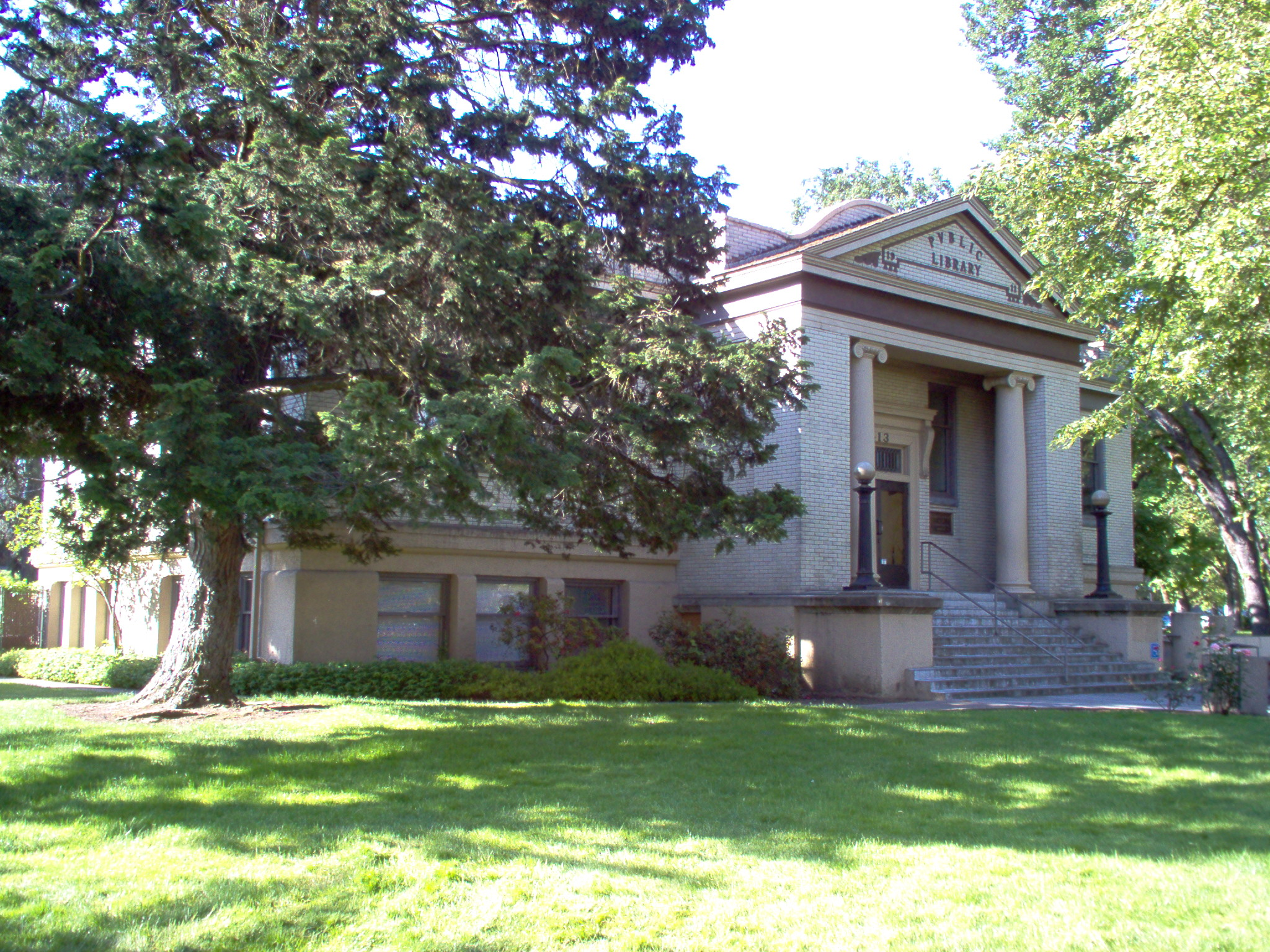
Die Medford Carnegie Library, gelistet im NRHP mit der Nr. 81000493

Von den 71.532 Haushalten hatten 30,30 % Kinder und Jugendliche unter 18 Jahre, die bei ihnen lebten. 53,20 % waren verheiratete, zusammenlebende Paare, 10,50 % waren allein erziehende Mütter. 32,30 % waren keine Familien. 25,10 % waren Singlehaushalte und in 11,00 % lebten Menschen im Alter von 65 Jahren oder darüber. Die Durchschnittshaushaltsgröße betrug 2,48 und die durchschnittliche Familiengröße lag bei 2,95 Personen.
Auf das gesamte County bezogen setzte sich die Bevölkerung zusammen aus 24,40 % Einwohnern unter 18 Jahren, 8,70 % zwischen 18 und 24 Jahren, 25,50 % zwischen 25 und 44 Jahren, 25,40 % zwischen 45 und 64 Jahren und 16,00 % waren 65 Jahre alt oder darüber. Das Durchschnittsalter betrug 39 Jahre. Auf 100 weibliche Personen kamen 94,60 männliche Personen, auf 100 Frauen im Alter ab 18 Jahren kamen statistisch 91,70 Männer.

Das jährliche Durchschnittseinkommen eines Haushalts betrug 36.461 USD, das Durchschnittseinkommen der Familien betrug 43.675 USD. Männer hatten ein Durchschnittseinkommen von 32.720 USD, Frauen 23.690 USD. Das Prokopfeinkommen betrug 19.498 USD. 12,50 % der Bevölkerung und 8,90 % der Familien lebten unterhalb der Armutsgrenze. 16,30 % davon waren unter 18 Jahre und 6,90 % waren 65 Jahre oder älter.